# 貝克 (堪薩斯州)
貝克為位在美國堪薩斯州布朗縣的非建制地區。

## 歷史
藉由密蘇里太平洋鐵路的通過，因而在1882年設立貝克；此鎮的名稱由前地主貝克家族（Baker family）所命名。1882年，郵政局於貝克開業，之後持續營業直到1933年歇業。